# La Duchesse d'Avila
La Duchesse d'Avila est une mini-série française en 4 épisodes de 70, 130, 55 et 100 minutes, créée par Philippe Ducrest et Véronique Castelnau d'après l'œuvre de Jean Potocki intitulée Manuscrit trouvé à Saragosse, réalisée par Philippe Ducrest et diffusé du 4 au 25 juillet 1973 sur la deuxième chaîne de l'ORTF.

## Synopsis
En 1734, en Espagne, les aventures picaresques d’un jeune homme qui va devoir affronter de nombreuses épreuves dans le désert de la Sierra Morena avant d’arriver au palais enchanteur de la Duchesse d’Avila qui deviendra sa protectrice.

## Épisode 1 (1 h 10)
Diffusé le 4 juillet 1973
- Résumé : Alphonse Van Worden, comte de Tolède, est nommé lieutenant-colonel aux gardes wallonnes au moment où il épouse Urraque de Gomerez. Il apprend en même temps la mort de son frère, qui l'oblige à gagner au plus vite le fief familial dans les Ardennes. Sa vie tumultueuse se trouve bouleversée. Et bientôt va naître un fils, Alphonse Van Worden Y Gomerez qui recevra une éducation de prince chevalier : impitoyable et virile. On lui enseigne le courage, la force, la maîtrise des armes, la foi ardente et le respect de la parole donnée. Nommé capitaine du régiment des gardes wallonnes, Alphonse Van Worden part pour l'Espagne. Vont alors commencer les épreuves qui doivent aguerrir le jeune homme et achever son éducation.

## Épisode 2 (2 h 10)
Diffusé le 11 juillet 1973
- Résumé : Alphonse Van Worden Y Gomerez va affronter, étrangement mêlées, la luxure, les tentations exquises de deux superbes princesses maures, Emina et Zibbedde, l'horreur et la déchéance physique avec Pascheco. Ce personnage suprêmement beau et devenu informe semble subir les mêmes épreuves qu'Alphonse. Les deux princesses sont-elles des démons ?

Au bord de la folie, Alphonse s'obstine à se dominer (ce que n'a pas su faire Pascheco). À son cauchemar se mêlent les discours de trois personnages : l'ermite, le cabaliste et le cheik. Tous tendront inlassablement à Alphonse le piège du doute. Alphonse va alors être sauvagement arrêté par un cavalier de l'inquisition . Il perd ses biens plus précieux : sa liberté et son épée, et découvre la puissance de la répression.

## Épisode 3 (52 minutes)
Diffusé le 18 juillet 1973
- Résumé : Alphonse Van Worden va subir la torture d'inquisiteurs sans regard, bardés de cuir et de fer ; puis d'autres supplices psychologiques avant d'échapper à ce monde des ténèbres.

Guidés par le brigand Zoto, il arrive sur une lande où se trouve un puits. De l'autre côté de la surface trouble de l'eau : un palais grouillant d'hommes et de chevaux, dont Zoto est le roi. Les errements d'Alphonse se poursuivent dans des paysages étranges. Une barque menée par un automate tout d'or et d'argent qui le dépose sur la rive d'un lac de mercure. Zoto qui l'avait accompagné jusque-là le laisse seul, à l'orée d'un palais dont les portes une à une s'ouvrent sur des chambres d'or, d'argent, de marbre, de lapis lazuli ; une des chambres des bains où l'eau jaillit dans des colonnes de verre, où les oiseaux chantent dans des aquariums tandis que les poissons volent au-dessus d'une verrière. C'est le palais secret de la duchesse d'Avila qui fait savoir à Alphonse qu'elle l'attendait.

## Épisode 4 (100 minutes)
Diffusé le 25 juillet 1973
- Résumé : Alphonse et la duchesse d'Avila se retrouve face à face dans un miroir. La duchesse propose à Alphonse l'alternative suivante : se retourner, la voir nue et mourir : ou s'en aller librement sans l'avoir vue et sans jamais revoir ses parents qui le croiront déshonoré. Alphonse est un bon fils et il est beaucoup trop galant pour refuser à une femme de la voir nue fût-ce au péril de sa vie.

Il choisit donc la première solution, et se retourne. Mais la duchesse est habillée. Alphonse ne meurt pas. Elle l'accepte dans son intimité et poursuit sur ce candide et malléable jeune homme l'œuvre éducative autrefois entreprise par son père.

## Générique
- Réalisé par Philippe Ducrest
- Scénario, adaptation et dialogues : Philippe Ducrest et Véronique Castelnau (Eveline Eyffel) d'après le texte établi par Roger Caillois.
- Directeur de la photographie : Robert Lefèvre
- Musique: Pierre Vassiliu
- Décors et costumes : Bernard Daydé
- Assistant réalisateur : Alain Corneau

## Distribution
- Jean Blaise : Alphonse van Worden y Gomerez
- José Luis de Vilallonga : Alphonse van Worden
- Marie-Christine Rouyère : Uraque de Gomerez
- Jacqueline Laurent : Ermina
- Sylvie Bréal : Zibbede
- François Maistre : L'ermite
- Pierre Nord : Le roi d'Espagne
- Bernard Jousset : Garcia Hierro
- Paul Bonifas : L'aubergiste
- Fulbert Janin : Inigo Velez
- Fabian Conde : Moschito
- Pierre Mirat : Lopez
- Antoine Baud : Le marquis d’Urfé
- Madeleine Clervanne : La duègne de la duchesse
- Evelyne Eyfel : La duchesse et Leonor
- Hélène Duc : La duègne de Leonor
- Huc Santana : L'astrologue
- Michel de Ré : le kabbaliste
- Piéral : Nemraël
- Serge Marquand : Zoto
- Corinne Gorse/Kriss : Orlandine
- Jacques Morel : Tolède
- Jean Martin : L'inquisiteur
- Jean Rupert : Monaldi
- Jean Franval : Marco di Salerno
- le nain Roberto : Nihens le fou
- François Valorbe : don Cuervas

## Anecdotes
- Ce téléfilm en quatre parties a été tourné en grande partie dans la Sierra Nevada ainsi qu'à l'Alhambra de Grenade. Sa réalisation a nécessité un an de tournage et deux ans de montage.
- Ce film en 35 mm qui a coûté presque 600 millions (anciens francs) a été tourné en 1968, monté pendant deux ans et a été diffusé en juillet 1973. Il a obtenu le prix Italia au Festival de radio-télévision de Turin en septembre 1972.
- La suivante de la duchesse est interprétée par la comédienne Corinne Gorse, plus connue sous son pseudonyme d'animatrice radio de Kriss ou Kriss Graffiti sur France Inter et FIP
- Il s'agit de la seconde adaptation du roman de Jan Potocki après Le Manuscrit trouvé à Saragosse (Rękopis znaleziony w Saragossie) de Wojciech Has, film polonais sorti en 1965.
- La musique de La Duchesse d'Avila a été composée par Pierre Vasilu alias l'auteur-compositeur-interprète Pierre Vassiliu.

## DVD et Blu-ray
En 2012, INA éditions a sorti La duchesse d'Avila en coffret 2 DVD dans sa collection Les inédits fantastiques.